# Эбботт, Джереми
Джереми Эбботт (англ. Jeremy Abbott; род. 5 июня 1985 года в Аспене, штат Колорадо) — бывший американский фигурист, выступавший в одиночном катании. Он бронзовый призёр Олимпийских игр в командных соревнованиях 2014, победитель финала Гран-при сезона 2008—2009, четырехкратный чемпион США (2009, 2010, 2012, 2014) и бронзовый медалист чемпионата четырёх континентов 2007 и 2011.

## Биография
Джереми Эбботт родился в Аспене (Колорадо) в семье Эллисон и Дэнни Эбботта. Эбботт учился в средней школе на один год дольше, чем предусмотрено программой, чтобы иметь возможность сосредоточиться на фигурном катании и в то же время получать хорошие оценки. Школу он окончил в 2004 году.
Его старшая сестра — Гвен Эбботт занимается лыжным скоростным спуском и участвовала в Зимних Олимпийских играх в Турине. Также у него есть младший брат.
После своей победы на юниорском уровне на чемпионате США в 2005 году, Эбботт создал фонд в Аспене,  чтобы помочь начинающим фигуристам оплачивать тренировки.

## Карьера

### Ранние годы
Джереми начал кататься на коньках в возрасте двух лет. В четырёхлетнем возрасте он уже участвовал в детских соревнованиях.
Интересно, что Джереми один из немногих фигуристов, попробовавших себя во всех трёх дисциплинах фигурного катания. Он выступал в танцах на льду с Амандой Коннингхем (1995) и с Кэтти Хоффмастер (1997—1998), в парном катании с Британи Вайс (1998—1999) и с Кристал Соренсон (2001—2002). В 1999 году Эбботт переехал из родного Аспена в Колорадо-Спрингс и стал тренироваться у Тома Закрайчека, с которым работал до 2009 года.
Как одиночник Джереми начал участвовать в соревнованиях с сезона 2001—2002 на «детском» уровне.
В 2005 году он выиграл чемпионат США среди юниоров.

### 2005–2008
В сезоне 2005–2006 Джереми впервые отправился на международный старт на взрослом уровне, заняв восемнадцатое место на Nebelhorn Trophy 2005.
В сезоне 2006–07 Эбботт получил ещё один шанс показать себя на международном турнире. На этот раз он выступил на Finlandia Trophy 2006, который он выиграл. Затем он выиграл отборочные соревнования и попал на чемпионат своей страны, где завоевал оловянную медаль, самое высокое место для новичка в соревнованиях мужчин за последние двадцать лет. Эбботт был первым запасным на чемпионате мира и четырех континентов. Когда Джонни Вейр снялся с чемпионата четырёх континентов, Эбботу была предоставлена возможность принять участие в этом соревновании, которое проходило на его домашнем катке World Arena, Колорадо-Спрингс. На дебютном турнире он стал бронзовым призёром.
В сезоне 2007–08 Эбботт дебютировал на этапах Гран-при, заняв восьмое место на Skate Canada 2007 года и четвёртое место на NHK Trophy 2007 года. На чемпионате США 2008 года он снова выиграл оловянную медаль. На чемпионате четырёх континентов американский фигурист занял пятое место. Его отправили на чемпионат мира после того, как Эван Лайсачек снялся из-за травмы. На дебютном мировом первенстве Джереми остановился в шаге от попадание в десятку, став одиннадцатым.

### 2008/2009
В сезоне 2008—2009 Эбботт неожиданно выиграл этап «Cup of China», показав лучший для себя результат и в короткой и в произвольной программах, а также по сумме баллов. Затем был четвёртым на московском этапе Гран-при «Cup of Russia». Таким образом, Джереми впервые в своей карьере был отобран для участия в финале Гран-при. В финале Джереми одержал победу, став первым американским фигуристом, которому покорился этот результат. В январе 2009 года он впервые в карьере выиграл чемпионат США. Дальше у фигуриста начался спад — он стал только пятым на чемпионате четырёх континентов и 11-м на чемпионате мира.
По окончании сезона 2008—2009 Джереми закончил своё десятилетнее сотрудничество с Томом Закрайчеком и перешёл тренироваться к Юке Сато.

### 2009/2010: первые в карьере Олимпийские игры
Олимпийский сезон Джереми начал с победы на Skate Canada 2009, потом занял 4 место на NHK Trophy 2009, что позволило ему попасть в финал Гран-при. Там он занял четвёртое место. В январе 2010 года выиграл чемпионат США и отобрался на свои первые в карьере Олимпийские игры. Но турнир у Джереми не задался. За короткую программу американский фигурист получил 69.40 балла и занимал лишь пятнадцатое место. В произвольной программе Эбботт занял девятое место, что позволило ему несколько улучшить своё турнирное положение. Соревнования он завершил на том же девятом месте. На постолимпийском чемпионате мира Джереми Эбботт вошёл в пятёрку лучших фигуристов планеты.

### 2010/2011
В интервью в ноябре 2011 года он сказал, что посещает спортивного психолога раз в неделю. Также впервые в карьере он испытал серьезные проблемы с ботинками. Он прошел через восемь пар ботинок. Эбботт объяснил: «Я не мог правильно установить лезвия, и они никогда не были достаточно удобными». Проблемы были решены к концу сезона.
Сезон 2010—2011 начал с серебра на NHK Trophy 2010 и бронзы на Cup of Russia 2010, но в финал Гран-при он не отобрался.
На чемпионате США Эбботт был вторым после короткой программы, но в произвольной программе он стал шестым. Всё это позволило ему выиграть свою третью оловянную медаль с общим счетом 224,16 балла, проиграв бронзовому призёру всего 0,19 балла. Отборочный комитет решил исключить его из команды на чемпионат мира 2011, тем самым разочаровав Эбботта, который считал, что в правилах указано, что другие результаты по ходу сезона будут приняты во внимание. В итоге Джереми был отправлен только на чемпионат четырёх континентов, на котором он во второй раз в карьере завоевал бронзовую медаль.

### 2011/2012
В сезоне 2011—2012 выиграл золото на Cup of China и бронзу на Rostelecom Cup, что помогло ему вновь отобраться в финал Гран-при. По итогам турнира он занял пятое место. Позже он сказал, что это были не те два этапа, о которых он просил.
На чемпионате США 2012  года Эбботт занял первое место в обеих программах и выиграл свой третий национальный титул. Из-за спазмов в спине он не смог принять участие на чемпионате четырёх континентов.. На чемпионате мира занял восьмое место.

### 2012/2013
Эбботт был пятым на своем первом соревновании Гран-при сезона Skate America 2012. В начале сезона у него был сжатый диск в нижней части спины, что также вызывало проблемы с нервами в ногах, но его состояние начало улучшаться к его следующему турниру во Франции. Он выиграл серебряную медаль на Trophée Eric Bompard 2012. На чемпионате США Джереми выиграл бронзовую медаль. Из-за того, что у США на чемпионате мира было только две квоты, Эбботт эти соревнования пропустил.

### 2013/2014: Олимпийские игры в Сочи
Во время интервью для «The Skating Lesson Podcast» Эбботт сказал Дженнифер Кирк, что сезон 2013–14 будет его последним в карьере и что он снова будет использовать свою произвольную программу «Exogenesis: Symphony», с которой уже выступал в сезоне 2011–12. Он занял шестое место на своём первом этапе Гран-при Skate Canada International 2013. Затем американец завоевал бронзовую медаль на NHK Trophy 2013.
На чемпионате США 2014 года он занял первое место в короткой программе и второе место в произвольной программе, что помогло ему стать в четвёртый раз чемпионом США и завоевать путёвку на Олимпийские игры в Сочи.
Эбботт принял участие в командном Олимпийском турнире фигуристов. Но прокат короткой программы совсем не удался: сначала Джереми упал с недокрученного четверного тулупа, затем сделал лишь каскад «тройной лутц-двойной тулуп» «бабочку» на акселе. Всё это принесло ему в сумме 65.65 балла, седьмое место в короткой программе и четыре балла сборной США. В произвольной программе его заменил Джейсон Браун. Не самое удачное выступление Эбботта не помешало его сборной стать третьей. Джереми Эбботт стал бронзовым призёром командного турнира. В личном турнире Джереми не смог побороться за медаль, но продемонстрировал свои бойцовские качества. Джереми Эбботт во время исполнения короткой программы больно упал на бедро (он неудачно исполнил четверной тулуп) и некоторое время лежал у бортика, но несмотря на сильную боль фигурист встал и продолжил программу. По итогам турнира Джереми занял двенадцатое место.
На своём последнем в карьере чемпионате мира Эбботт занял пятое место, тем самым внеся внушительный вклад в возвращение трёх квот для своей сборной.

### 2014/2015
Джереми решил не завершать свою спортивную карьеру и продолжил выступать на соревнованиях. Ему дали два этапа Гран-при: Skate America 2014 и NHK Trophy 2014. На обоих турнирах он занял пятое место.
Незадолго до чемпионата США отец Эбботта умер от болезни Паркинсона. Несмотря на эти трудности, Эбботт решил все равно соревноваться и занял 5 место. Во время показательных выступлений Эбботт почтил память своего покойного отца.

### Дальнейшая карьера
В начале сезона 2015–2016 Эбботт объявил, что пропустит сезон, но заявил, что не планирует завершать любительскую карьеру. В октябре 2015 года он принял участие в Japan Open 2015, командном турнире в Японии. В январе 2016 года он выиграл золото на соревновании Medal Winners Open 2016.
В сезоне 2016–2017 Эбботт вновь принял участие на Japan Open. В конце сезона он объявил о завершении карьеры.

## Программы
| Сезон     | Короткая программа                                                                 | Произвольная программа                                                                                                   |
| --------- | ---------------------------------------------------------------------------------- | --- |
| 2014–2015 | Lay Me Down Сэм Смит хореография Джереми Эбботт, Юка Сато                          | Adagio for Strings Сэмюэл Барбер хореография Сандра Безик                                                                |
| 2013–2014 | Lilies of the Valley из к/ф «Пина» Jun Miyake хореография Робин Казинс             | Exogenesis: Symphony Part 3 Muse хореография Джереми Эбботт, Юка Сато                                                    |
| 2012–2013 | Spy by Nathan Lanier хореография Benji Schwimmer                                   | Bring Him Home (instrumental, from Les Misérables) Claude-Michel Schönberg хореография Джереми Эбботт, Юка Сато          |
| 2011–2012 | Sing, Sing, Sing Bei Mir Bistu Shein хореография Buddy Schwimmer, Benji Schwimmer  | Exogenesis: Symphony Part 3 Muse хореография Джереми Эбботт, Юка Сато                                                    |
| 2010–2011 | Viejos Aires Ensemble Nuevo Tango хореография Антонио Нахарро, Юка Сато            | Жизнь прекрасна Никола Пьовани хореография Дэвид Уилсон                                                                  |
| 2009–2010 | A Day in the Life Джефф Бек хореография Ше-Линн Бурн                               | Symphony No. 3 Organ Symphony Камиль Сен-Санс хореография Паскуале Камерленго                                            |
| 2008–2009 | Адажио Альбинони Томазо Джованни Альбинони хореография Catarina Lindgren           | Eight Seasons Астор Пьяццолла в исполнении Гидон Кремер, Кремерата Балтика хореография Том Диксон                        |
| 2007–2008 | Treat Карлос Сантана хореография Курт Браунинг                                     | Ghost Waltz Пол Чихара Waltz No. 2 Дмитрий Шостакович River Waltz Masquerade Waltz Арам Хачатурян хореография Том Диксон |
| 2006–2007 | Dead Already American Beauty Томас Ньюман хореография Дэймон Аллен, Джереми Эбботт | Symphony No. 25 in G minor Вольфганг Амадей Моцарт Praeludium and Allegro Фриц Крейслер хореография Том Диксон           |
| 2005–2006 | I'm A-Doun Ванесса Мэй хореография Кристофер Дин                                   | Selections Уильям Джозеф хореография Дэймон Аллен Selections Safri Duo хореография Дэймон Аллен, Джереми Эбботт          |
| 2004–2005 | Аранхуэсский концерт Хоакин Родриго хореография Дэймон Аллен                       | Selections Safri Duo хореография Дэймон Аллен, Джереми Эбботт                                                            |

## Спортивные достижения

### после 2008 года
| Соревнования                                   | 2008—2009 | 2009—2010 | 2010—2011 | 2011—2012 | 2012—2013 | 2013—2014 | 2014—2015 |
| ---------------------------------------------- | --------- | --------- | --------- | --------- | --------- | --------- | --------- |
| Зимние Олимпийские игры                        |           | 9         |           |           |           | 12        |           |
| Зимние Олимпийские игры командные соревнования |           |           |           |           |           | 3         |           |
| Чемпионаты мира                                | 11        | 5         |           | 8         |           | 5         |           |
| Чемпионаты четырёх континентов                 | 5         |           | 3         |           |           |           |           |
| Чемпионаты США                                 | 1         | 1         | 4         | 1         | 3         | 1         | 5         |
| Финалы Гран-при                                | 1         | 4         |           | 5         |           |           |           |
| Этапы Гран-при: Skate America                  |           |           |           |           | 5         |           | 5         |
| Этапы Гран-при: Skate Canada                   |           | 1         |           |           |           | 6         |           |
| Этапы Гран-при: NHK Trophy                     |           | 5         | 2         |           |           | 3         | 5         |
| Этапы Гран-при: Cup of Russia                  | 4         |           | 3         | 3         |           |           |           |
| Этапы Гран-при: Cup of China                   | 1         |           |           | 1         |           |           |           |
| Этапы Гран-при: Trophée Eric Bompard           |           |           |           |           | 2         |           |           |
| Командные чемпионаты мира                      | 5/1*      |           |           | 5/2*      | 6/1*      |           |           |

- * — место в личном зачете/место команды

### до 2008 года
| Соревнования                   | 2001—2002 | 2002—2003 | 2003—2004 | 2004—2005 | 2005—2006 | 2006—2007 | 2007—2008 |
| ------------------------------ | --------- | --------- | --------- | --------- | --------- | --------- | --------- |
| Чемпионаты мира                |           |           |           |           |           |           | 11        |
| Чемпионаты Четырёх континентов |           |           |           |           |           | 3         | 5         |
| Чемпионаты США                 | 6N.       |           | 7J.       | 1J.       |           | 4         | 4         |
| Этапы Гран-при: Skate Canada   |           |           |           |           |           |           | 8         |
| Этапы Гран-при: NHK Trophy     |           |           |           |           |           |           | 4         |
| Турниры «Finlandia Trophy»     |           |           |           |           |           | 1         |           |
| Турниры «Nebelhorn Trophy»     |           |           |           |           | 18        |           |           |
| Copenhagen Trophy              |           | 3J.       |           |           |           |           |           |

- N = детский уровень; J = юниорский уровень